# Magacela (kommunhuvudort)
Magacela är en kommunhuvudort i Spanien.   Den ligger i provinsen Provincia de Badajoz och regionen Extremadura, i den centrala delen av landet, 240 km sydväst om huvudstaden Madrid. Magacela ligger 456 meter över havet och antalet invånare är 670.
Terrängen runt Magacela är huvudsakligen platt. Magacela ligger uppe på en höjd. Runt Magacela är det ganska glesbefolkat, med 21 invånare per kvadratkilometer. Närmaste större samhälle är Don Benito, 12,8 km nordväst om Magacela. Trakten runt Magacela består till största delen av jordbruksmark.